# Juan José Salinas
Juan José Salinas (Buenos Aires, 24 de marzo de 1953) es un periodista y escritor argentino.

## Biografía
Es hijo de padres españoles republicanos.
A los 20 años, hizo el servicio militar obligatorio en el Regimiento RIM 3 de La Tablada, donde detectaron sus antecedentes de militancia. Esquivó la represión de 1974 haciéndose pasar por loco.
Militó, al igual que su hermano Luis, en la Juventud Peronista y en la organización peronista revolucionaria Montoneros. Su testimonio de aquella época consta en la película Cazadores de utopías.
Por su trabajo e investigaciones, debió enfrentar juicios por parte de funcionarios tan diversos como Dante Caridi (jefe del Ejército) o Carlos Corach (ex ministro de Interior de Carlos Menem).
Hacia 1987, puso en evidencia al fiscal Romero Victorica porque «utilizaba escritos de un desaparecido en la Esma para acusar a Alberto Girondo, un compañero de la dirección de los Descamisados que cayó herido de bala e integró el staff escribiendo para los marinos».

## Trayectoria
A fines de 1976, ya en Barcelona, se inició en el diario Tele/eXprés y en la revista El Viejo Topo.
A fines de 1980, bajo el seudónimo de Juan José Urtasun ―segundo apellido de su padre, a fin de no perjudicar a su hermano Luis (también escritor) preso de la dictadura cívico-militar argentina (1976-1983)―, publicó en la revista El Viejo Topo el primer artículo extenso sobre el funcionamiento de los campos de concentración y exterminio en la Argentina.
Desde 1982 se desempeñó como jefe de política, jefe de noticias internacionales y editorialista en el Diario de Barcelona.
Tras la recuperación de la democracia en la Argentina, ya de regreso, hacia 1984, Salinas profundizó su tarea periodística en medios locales y de Uruguay.
Escribió en los siguientes diarios y revistas:
- Ámbito Financiero
- Sur
- Humor
- Caras y Caretas
- Claves
- Brecha (de Montevideo).
- Temas (de Montevideo).
- 20/21 (de Montevideo).
- Mate amargo  (de Montevideo).
- El Periodista
- El Porteño (donde llegó a ser editor de Política).
- Zoom

Dirigió El Libertino, mensuario de relatos eróticos.
A fines de 1988 (y en absoluta soledad durante tres años), la revista El Porteño comenzó a investigar bajo su dirección las andanzas de un oscuro empresario, el zar del correo estatal, el Turco Yabrán.
A partir de 1989, tras cuatro años de investigaciones, publicó Gorriarán, La Tablada y las “guerras de inteligencia” en América Latina, en coautoría con Julio Villalonga.
Viajó a Madrid a entrevistarse con el juez Baltasar Garzón y a declarar en la causa abierta contra los represores impunes de la última dictadura argentina.
En 2007 colaboró en la factura de un nuevo documental para la empresa Cuatro Cabezas, Triple A: la Legión de Caín.
El 3 de marzo de 2009 dio en Buenos Aires una conferencia sobre la Triple A por parte de la Agrupación Herman@s de Desaparecidos por la Verdad y la Justicia (en la Asociación Argentina de Actores).

## Obras completas
- Conversaciones con Néstor Vicente (Izquierda Unida, con vocación de poder). Buenos Aires: Contrapunto, 1988. 95 págs.

- Gorriarán, La Tablada y las “guerras de Inteligencia” en América Latina. Buenos Aires: Mangin (1993) ISBN 987-99389-0-9

- AMIA. El atentado. Quiénes son los autores y por qué no están presos. Buenos Aires: Planeta, 1997. ISBN 950-742-779-1.

- Ultramar sur. La última operación secreta del Tercer Reich. (En coautoría con Carlos Nápoli). Buenos Aires: Belacqua, 2002. ISBN 978-987-545-075-2

- Narcos, banqueros & criminales. Buenos Aires: Punto de Encuentro, 2006. ISBN 987-22428-0-1.

### Reseñas de libros
Gorriarán y las guerras de Inteligencia
La primera parte relata las luchas del ERP, la batalla de Monte Chingolo; la muerte de Santucho; etc.
La segunda, la Operación Hoja de Parra y las guerras de Inteligencia en Centroamérica, como la Operación Calipso.
En la tercera, Encrucijadas, devela las relaciones entre personajes argentinos que participaron de la represión en Centroamérica.
La cuarta, El Juicio, da cuenta de los pormenores del juicio por el asalto al cuartel de La Tablada.
La última parte, Cabezas de Turco, está acoplada a un documental en el que se hacen aportes acerca de las agrupaciones de izquierda, sus orígenes e historia.
AMIA
Es el resultado de su investigación por los atentados contra la embajada de Israel y la Asociación Mutual Israelita Argentina (AMIA) en Buenos Aires, durante tres años, con el patrocinio de las entidades víctimas.
Ultramar Sur
Al finalizar la guerra en Europa, un convoy de submarinos alemanes zarpó de Noruega con el consentimiento del almirantazgo británico. Esta operación secreta, concebida para que Hitler (cuyo cadáver nunca fue encontrado) y sus allegados huyeran, degeneró en una fuga sangrienta que tuvo como saldo cinco buques hundidos y más de 400 muertos. En el trayecto hacia la Argentina, uno de los submarinos hundió a una corbeta en aguas norteamericanas.
Otra de las naves fugitivas se topó con el crucero brasileño Bahía y lo hundió, dejando 336 muertos y constituyéndose en la mayor tragedia naval de Brasil. Contra toda evidencia, ambos hundimientos fueron declarados "accidentes". Uno de los submarinos se entregó al llegar a las costas de Mar del Plata. Sin embargo, al menos otras dos naves continuaron hacia el sur y desembarcaron. Un mes más tarde, se entregó otro submarino. Aunque era evidente que había hundido al crucero brasileño y había sido averiado por sus perseguidores, la Armada argentina lo encubrió en complicidad con los almirantazgos de Gran Bretaña y Estados Unidos.
Londres y Washington rotularon los interrogatorios a los marinos apresados como “Top Secret" por 75 años. El hundimiento del Bahía sigue siendo considerado una torpeza de sus tripulantes, y Estados Unidos sigue sin reconocer que los cuatro radio-operadores que perecieron en la tragedia fueron los últimos norteamericanos muertos por los nazis. ¿Qué motivos inconfesables hay para un encubrimiento tan extendido en el espacio y el tiempo?
Un halo de luz sobre la última operación secreta del Tercer Reich que pone en evidencia ―a través de documentación inédita― los motivos por los que la "razón de Estado" continúa disfrazando centenares de asesinatos como meros accidentes.
Narcos, banqueros & criminales
El nombre más difundido de la primera triangulación global de armas y drogas lleva el nombre de Irán, país donde la CIA debutó en 1953, impulsando el primero de una larga serie de golpes de Estado. Pero el big bang que dio origen al Irangate se produjo en Bolivia. Y su planificación comenzó en Buenos Aires.
El Irangate, o escándalo Irán-Contras, inauguró un modo de actuar caracterizado por la supervisión activa del tráfico de drogas, armas ―y del lavado del dinero producido― por parte de los servicios de inteligencia. Un modo de actuar que continúa hoy.
En Medio Oriente, las operaciones fueron iniciadas por Israel, interesado en recuperar influencia en Teherán, colocar partes excedentes de su enorme producción de armamentos, y en que Irak e Irán se desangraran mutuamente.
En Centroamérica, el puntapié inicial lo dio la dictadura argentina, que en 1980 impulsó un golpe de Estado en Bolivia para establecer la mayor fábrica de cocaína del mundo, y seguidamente sustituyó a la CIA ―maniatada por la política de defensa de los Derechos Humanos del presidente Carter― en la organización de los "Contras".
Israel, la CIA y varios centenares de "asesores " argentinos diplomados en "la guerra sucia" confluyeron en el acoso al Gobierno sandinista de Nicaragua y en proveer a la dictaduras de Guatemala, El Salvador y Honduras, del know how para aniquilar a la insurgencia opositora en lo que en Guatemala constituyó un genocidio.
Desde el Irangate, el tráfico de armas y drogas (que la CIA derivó en forma parcial hacia su propio mercado doméstico) se volvió tan rutinario como el lavado de dinero, operaciones en las que son socios habituales servicios de inteligencia, banqueros inescrupulosos y un club multinacional de "hombres de negocios" con patente de corso para actuar al margen de las leyes.
El lavado de dinero a gran escala involucró desde el estigmatizado BCCI de Gaith Pharaon hasta el mayor banco del mundo, el Citibank, que en importante medida continuó sus operaciones, y asistió a la increíble apropiación de la reserva monetaria internacional de Ecuador por un banco privado.
Los acuerdos sin contratos protocolizados ni seguros por parte de semejante elenco derivan frecuentemente en conflictos que, al no poder ser resueltos en los tribunales, suelen manifestarse como "inexplicables" actos de terrorismo.

## Menciones
Martín Malharro lo menciona en su libro Banco de niebla como «el periodista que más sabe de la Triple A» 
También ha sido citado como fuente en el libro de Alejandro Tarruella: Guardia de Hierro. De Perón a Kirchner.
Luis Majul menciona a Salinas como «periodista complejo, de una memoria prodigiosa».
Eduardo Blaustein lo cita en su libro Las locuras del rey Jorge.
Las escritoras Miriam Lewin y Olga Wornat lo mencionan en su libro Putas y guerrilleras.